# Johann Strauss III
Johann Strauss III (Viena, 16 de febrero de 1866 - Berlín, 9 de enero de 1939), fue un músico austriaco, el último representante de la dinastía Strauss: hijo de Eduard Strauss, nieto de Johann Strauss padre, y sobrino de Johann Strauss y de Josef Strauss, todos ellos músicos destacados.

## Biografía
Estudió humanidades, aunque para seguir la tradición familiar iniciada por su abuelo, también estudio a la vez piano, violín y composición. Las influencias de su familia le valieron para ocupar varios cargos oficiales, no obstante en 1894 regresó al mundo de la música. Por esa época se casó con Maria Hofer, cuyo padre era un importante empresario vienés.
Es más recordado como director de orquesta y concertista que como compositor. Realizó numerosas giras tanto por su Austria natal, como por varios países europeos, llegando incluso a realizar giras por Estados Unidos. 
Como compositor entre otras muchas obras, sobresale por la opereta El gato y la sonrisa.
- Datos: Q28999
- Multimedia: Johann Strauss III / Q28999